# 22858 Суесун
22858 Суесун (22858 Suesong) — астероїд головного поясу, відкритий 9 вересня 1999 року.
Тіссеранів параметр щодо Юпітера — 3,557.